# Eledone caparti
Eledone caparti är en bläckfiskart som beskrevs av Adam 1950. Eledone caparti ingår i släktet Eledone och familjen Octopodidae. Inga underarter finns listade i Catalogue of Life.